# کیران دارلو
کیران دارلو (انگلیسی: Kieran Darlow؛ زادهٔ ۹ نوامبر ۱۹۸۲) بازیکن فوتبال اهل بریتانیا است.
از باشگاه‌هایی که در آن بازی کرده‌است می‌توان به باشگاه فوتبال یورک سیتی اشاره کرد.